# Alec John Such
Pour les articles homonymes, voir Such.
 (mars 2017).
Si vous disposez d'ouvrages ou d'articles de référence ou si vous connaissez des sites web de qualité traitant du thème abordé ici, merci de compléter l'article en donnant les références utiles à sa vérifiabilité et en les liant à la section « Notes et références ».
Alexander John Such, dit Alec John Such, né Elek János Szűcs le 14 novembre 1951 à Yonkers (État de New York) et mort le 5 juin 2022 dans le comté de Horry (Caroline du Sud), est un musicien américain d'origine hongroise et a été le premier bassiste du groupe de rock américain Bon Jovi jusqu'en 1994. Il a été officieusement remplacé par Hugh McDonald.

## Biographie

### Jeunesse
Alec John Such est issu d'une famille modeste, il a même travaillé comme un cireur de botte lorsqu'il était encore un enfant. Ses parents voulaient qu'il joue du violon, sa mère jouait du violon et son père un instrument gitan hongrois appelé le cymbalum, mais il n'aimait pas cela.
Durant son adolescence, il rencontre un groupe qui jouait autour de sa maison, le groupe avait besoin d'un bassiste et Alec a donc décidé de les rejoindre. Il commence à apprendre à jouer de la basse, sans savoir comment le faire, avec une basse empruntée.
À l'âge de 13 ans, il fonde son premier groupe de rock appelé Phantom's Opera (« fantôme de l'opéra »), dans lequel il joue avec le batteur Tico Torres, membre actuel de Bon Jovi. Par la suite, il intègre le groupe Message, dirigé par le guitariste Richie Sambora, aussi membre de Bon Jovi jusqu'en 2013.
Sur cinq disques, Alec John Such tient la basse et participe aux chœurs sur les différents morceaux. Les derniers morceaux qu'il enregistrera avec le groupe sont Always et Someday I'll Be Saturday Night pour la compilation Cross Road.
Le départ d'Alec John Such n'a jamais été expliqué clairement. Selon Jon Bon Jovi et Richie Sambora dans des interviews données séparemment dans l'émission Behind the Music sur la chaîne VH1, Such a quitté le groupe en raison de ses performances live insatisfaisantes, associée à la faible qualité des morceaux enregistrés sur le disque Cross Road.
D'un côté, le groupe explique qu'Alec ne se présentait plus en studio et qu'il avait un problème d'alcool, ce qui obligeait David et les autres musiciens à remplir son rôle. Il y a plusieurs rumeurs au sujet de son départ du groupe. Le récit le plus répandu est qu'il a été renvoyé après avoir donné des informations privées sur ce qui s'est passé dans les coulisses des concerts du groupe (et/ou pour avoir tenu des propos désobligeants à l'encontre de la famille de Jon Bon Jovi). Jon Bon Jovi a déclaré : « Ce qui se passe dans la famille, reste dans la famille ».
Alec John Such a quant à lui a expliqué son départ du fait qu'il se considérait trop vieux pour parcourir le monde en tournée continuelle et qu'il voulait se consacrer à sa famille.
Toujours est-il qu'en 1994, il a exprimé le souhait de ne plus tenir la basse qu'en concert, avant de carrément quitter le groupe, qui était une décision mutuelle entre lui et le reste de Bon Jovi.
Alec John Such est remplacé en 1994 par Hugh McDonald, mais ce dernier n'a été reconnu comme membre officiel qu'en 2016, c'est pourquoi il n'est jamais apparu sur les photos et affiches du groupe jusqu'à ce jour.
Après son départ, Alec John Such a dirigé quelques groupes locaux du New Jersey, et possède également un magasin de motos à New York.Il fonde également un autre groupe appelé Seventh Heaven avec James Young, un ancien membre de Styx.
En 2001, il apparaît lors d'un concert de Bon Jovi au New Jersey, correspondant à la tournée One Wild Night, pour interpréter Wanted Dead or Alive. Il est également présent lors de l'intronisation de son ancien groupe au Rock and Roll Hall of Fame en 2018.

### Mort
Le 5 juin 2022, vers 2H15 du matin, Such s'est réveillé à son domicile de Caroline du Sud pour aller aux toilettes. En retournant vers son lit, il a fait appel à un ami qui séjournait chez lui. L'ami en question a aidé Such à se remettre au lit, puis a quitté la pièce. Lorsque cet ami est revenu plus tard pour voir comment il allait, Such a été retrouvé mort d'une crise cardiaque, à l'âge de 70 ans.